# Centaurea nevadensis
Centaurea nevadensis — вид квіткових рослин айстрових (Asteraceae). Ендемік півдня Іспанії (Гранадські гори).

## Середовище
Умови проживання: пасовищна та лугова рослинність, окраїни водотоків, зволожені місця, в основних субстратах.

## Характеристика
Рослина 20–85 см. Період цвітіння: червень — серпень.